# Betintsje
De Betintsje (Russisch: Бетинче) of Betsjentsja is een 173 kilometer lange linkerzijrivier van de Njoeja in het stroomgebied van de Lena, gelegen in de Russische autonome republiek Jakoetië, in Oost-Siberië.
De Betintsje ontspringt in het Lena-plateau in het oosten van het Midden-Siberisch Bergland. De belangrijkste zijrivier is de Oeloegoer (77 km) aan linkerzijde. In het stroomgebied van de rivier bevinden zich ongeveer 100 meren.
De rivier is bevroren van de tweede helft van oktober tot de eerste helft van mei.